# Kraken

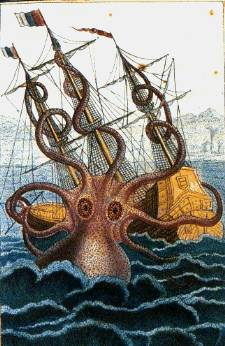
Disegno di un polpo gigante di Pierre Denys de Montfort, dalle descrizioni di marinai francesi che sostenevano di essere stati aggrediti da questa creatura al largo dell'Angola (1810).

Il kraken è un mostro marino leggendario dalle dimensioni abnormi, generalmente rappresentato come un gigantesco cefalopode somigliante a una piovra o calamaro, con tentacoli abbastanza grandi e lunghi da avvolgere un'intera nave.
Il suo mito si è sviluppato soprattutto fra il Seicento e l'Ottocento, sull'onda di avvistamenti di vari tipi di mostri marini. C'è un generale consenso sul fatto che almeno parte dei kraken avvistati fossero reali esemplari di calamaro gigante o calamaro colossale, mentre altri potrebbero essere spiegati con grossi banchi di pesci o meduse, eruzioni sottomarine o fenomeni ottici dovuti alla rifrazione della luce.

## Etimologia del nome
Il nome "kraken", attestato circa dal XVIII secolo, deriva da una voce dialettale norvegese krake, la cui origine è oscura; secondo alcune fonti, viene da un termine che indicava in origine un albero rachitico e contorto o un albero sradicato, a cui il kraken assomiglierebbe quando galleggia agitando i suoi tentacoli. Altre interpretazioni, invece, rimandano ad una parola imparentata con l'antico termine germanico krabben ("camminare", "strisciare", la stessa da cui deriva l'inglese crab, "granchio"). In ultimo, potrebbe anche semplicemente significare "mostro marino".

## Nascita ed evoluzione del mito

### Mitologia e folklore nordici
Contrariamente a quello che si potrebbe pensare, una creatura chiamata "kraken" non appare mai nei testi della mitologia norrena, dove comunque non mancano altri mostri marini. Uno di essi, l'hafgufa, ha caratteristiche in parte sovrapponibili a quelle del kraken come descritto da Erik Pontoppidan, e alcuni autori come Bartolino, Blackwood e Crantz ricollegano tra di loro le due bestie.
Non è chiaro quando si sia originata la leggenda del kraken; è nata probabilmente verso la fine dell'epoca medievale scandinava, ed era sicuramente già diffusa fra i pescatori norvegesi nel 1700, quando Pontoppidan la cita per la prima volta.

### Prime citazioni

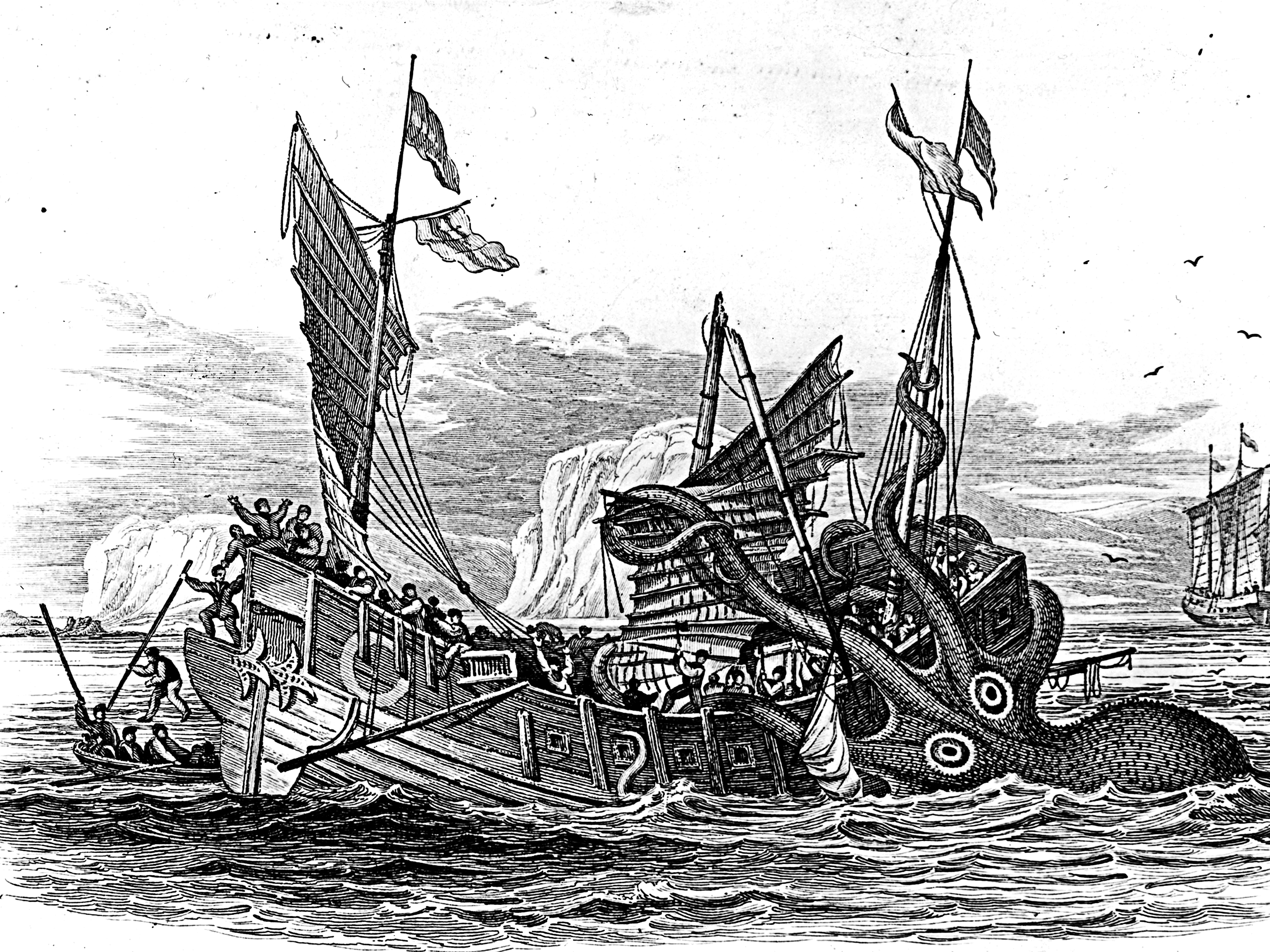
Illustrazione di Pierre Denys de Montfort del 1810, raffigurante un polpo gigante che attacca una nave

Frequentemente, viene attribuita una prima citazione del kraken ad autori cinquecenteschi come Olao Magno e Conrad Gessner, i quali però non utilizzano mai il termine "kraken", pur descrivendo bestie simili. Olao Magno, ad esempio, nella sua opera Storia dei popoli settentrionali, menziona vari mostri che vivrebbero al largo delle coste norvegesi, fra cui un "enorme serpente di 60 metri (duecento piedi)" e pesci "stimati della specie delle balene", con spine, corna e occhi rossi. Alcune fonti considerano addirittura come prima menzione della bestia quella di Plinio il Vecchio, che nel suo Naturalis historia cita un "albero" che cresce sott'acqua nell'oceano di Cadice, interpretato da alcuni come un riferimento ad un mostro tentacolato o ad una grande medusa come una caravella portoghese.
Le prime occorrenze accertate del nome si trovano invece nell'opera di Francesco Negri Viaggio Settentrionale (un resoconto pubblicato postumo del suo viaggio in Scandinavia effettuato nel 1663), e in quella del vescovo e naturalista Erik Pontoppidan Storia naturale della Norvegia (1752). Pontoppidan, in particolare, ne dà una descrizione molto vivida e dettagliata: secondo lui il kraken sarebbe "il più grande e il più impressionante animale del Creato e senz'alcun dubbio il mostro marino più grande del mondo", e avrebbe dimensioni tali che, quando parzialmente sommerso, potrebbe essere scambiato per un gruppo di piccole isole; con i suoi tentacoli, grandi come l'albero di una nave di medie dimensioni, sarebbe in grado di trascinare una caravella intera sul fondo del mare; attorno al kraken si raccoglierebbero tipicamente grandi banchi di pesci, quindi i pescatori locali avrebbero imparato a individuare e sfruttare la presenza della bestia per riempire le reti; non si tratterebbe di una creatura ostile, e la principale fonte di pericolo sarebbe rappresentata dalle forti onde e dai potenti gorghi che causerebbe emergendo o inabissandosi.
Sempre Pontoppidan tramanda un'informazione pervenutagli da parte di un prete di Bodsen, secondo il quale nel 1680 un giovane esemplare di kraken sarebbe rimasto intrappolato, morendo, fra le rocce del fiordo di Ulvangen, presso Alstahaug, e la sua carcassa in putrefazione, emanando un odore insopportabile, avrebbe costretto la gente locale ad evitare la zona. Un racconto simile viene riportato anche in The Naturalist's Library, secondo cui un kraken morto sarebbe stato trascinato dalle onde fino all'imboccatura di una grotta a Muckle Roe (Shetland), intorno al 1780.

### 1700 e 1800
Una creatura, che generalmente viene identificata con il kraken, è annoverata da Linneo nella prima edizione del Systema Naturae (1735), dove il naturalista la classifica fra i cefalopodi con il nome scientifico di Microcosmus marinus (si noti che Microcosmus era un genere-ombrello sotto cui Linneo raggruppava "creature dalla forma eterogenea", quali anche, nell'ultima edizione dell'opera, il proteo e le amebe). Sempre Linneo, in un'altra opera del 1746, Fauna Suecica, cita il Microcosmus marinus, affermando che è detto vivere nel mare di Norvegia, ma che lui non l'ha mai visto. Il kraken viene quindi citato nell'opera dello svedese Jacob Wallenberg Min son på galejan ("Mio figlio sulla galera", 1781), dove, riprendendo quanto scritto da Pontoppidan, aggiunge che "Il kraken, anche detto pesce-granchio [...] non è più grande della larghezza della nostra Öland" (che è di 16 km).
Le storie di avvistamenti di kraken (o di cefalopodi giganti) continuarono fino almeno nel XIX secolo, quando giunsero all'orecchio del malacologo francese Pierre Denys de Montfort che, credendole reali, incluse la descrizione di due specie di piovre giganti nel suo trattato enciclopedico sui molluschi, Histoire Naturelle Générale et Particulière des Mollusques (1802), che incontrò però la derisione degli altri scienziati; Montfort passò il resto della sua vita tentando di dimostrare l'esistenza di tali creature, uno sforzo che non gli portò altro che ridicolo e che stroncò la sua carriera.

## Influenza culturale
(Lord Alfred Tennyson, The Kraken, vv. 2-4)

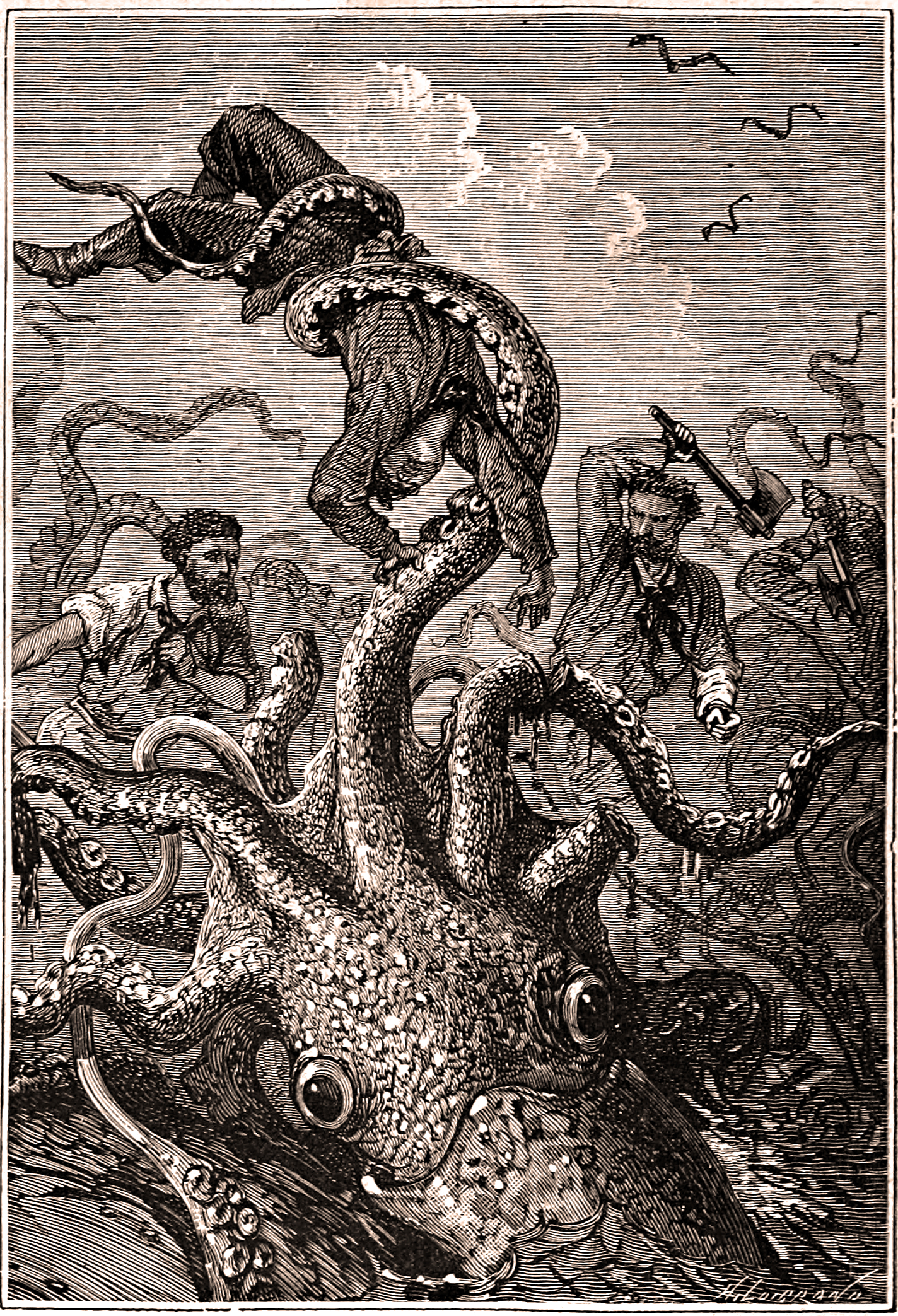
Ventimila leghe sotto i mari, illustrazione originale

La figura del kraken si è ben attestata nel folclore, nella letteratura e nel cinema; raffigurato generalmente come polpo, calamaro o seppia gigante, o comunque come un mostro dotato di molti tentacoli, è sovente rappresentato come una creatura ostile, sia come bestia malevolmente avversa all'uomo (specie nel cinema dell'orrore), sia come incarnazione della forza aggressiva e primordiale della natura, risvegliata dagli eccessi scientifici o esplorativi dell'uomo. Tipicamente, il kraken riposa sul fondo del mare e, una volta risvegliato, porta distruzione in superficie.
La sua figura è particolarmente popolare in letteratura nel XIX secolo; appare infatti in romanzi di Walter Scott e Thomas Love Peacock, nonché in una poesia giovanile di Alfred Tennyson, The Kraken, dove la creatura è descritta come un mostro addormentato, destinato a riemergere alla fine del mondo (come il mitologico Miðgarðsormr). Altre piovre giganti (non definite "kraken", però) appaiono in diverse opere letterarie, come Ventimila leghe sotto i mari di Jules Verne, Moby Dick di Herman Melville e I lavoratori del mare di Victor Hugo. Nel legendarium tolkieniano, infine, ne La Compagnia dell'Anello, una piovra gigante (chiamata "Osservatore nell'acqua") attacca la compagnia alle porte occidentali di Moria. 
Per quanto riguarda i fumetti, questa creatura compare ad esempio in Kraken, una serie spagnola di Antonio Segura e Jordi Bernet, dove è rappresentata come un mostro simile a una piovra che abita nei sotterranei di una metropoli del futuro, e nei fumetti Marvel della serie di Namor, dove un kraken è al servizio di un avversario dell'eroe chiamato proprio Comandante Kraken.
In ambito cinematografico si ricorda invece la serie Pirati dei Caraibi (nello specifico i film La maledizione del forziere fantasma del 2006 e Ai confini del mondo del 2007), dove il kraken è un calamaro gigante che viene comandato da Davy Jones, e il film Scontro di titani (1981) con il suo remake Scontro tra titani (2010); in quest'ultimo, la frase di Zeus "Liberate il kraken!" ha dato vita a una serie di meme di internet di una certa popolarità. La creatura è presente anche nel film del 2023 Shark 2 - L'abisso, dove si scontra con un megalodonte.
Nell'ambito del cinema d'animazione, i kraken, reimmaginati come creature umanoidi dotate di tentacoli, che hanno il compito di difendere l'umanità dalle sirene, sono protagonisti del film DreamWorks Animation del 2023 Ruby Gillman - La ragazza con i tentacoli.